# Johan Wallors
Johan Wallors, föddes 1683 i Linköpings församling, Östergötlands län, död 26 juli 1727 i Regna församling, Östergötlands län, var en svensk präst.

## Biografi
Johan Wallors föddes 1683 i Linköping och döptes 3 augusti samma år. Han var son till katoliken och köpmannen Stephan de Vallors från Savoyen och Ingeborg Holm. Wallors studerade i Linköping och blev vårterminen 1709 student vid Uppsala universitet. Han prästvigdes i Karlstads domkyrka 15 december 1717 till adjunkt i Regna församling. Wallors blev 1726 kyrkoherde i församlingen. Han avled 1727 och begravdes 31 juli samma år.

### Familj
Wallors gifte sig 25 oktober 1720 med Beata Elisabeth Arosius, dotter till kyrkoherden Johannes Arosius i Regna församling och Ingrid Johansdotter. De fick tillsammans barnen Johan Wallors (1721–1721), Anna Maria Wallors (född 1721) och Beata Elisabeth Wallors (född 1723). Efter Wallors död gifte Beata Elisabeth Arosius om dig med färgaren Christian Fischer i Linköping.